# 1213 w polityce

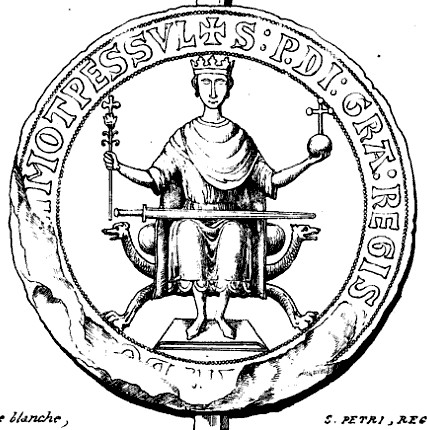
Piotr II Katolicki

Wydarzenia polityczne w 1213 roku.

## Wydarzenia
- 12 września Król Aragonii Piotr II Katolicki ginie w bitwie pod Muret[1].
- Jan bez Ziemi uznał zwierzchnictwo Innocentego III - Anglia stała się lennem papiestwa[2][3].

## Zmarli
- Fryderyk II, książę Lotaryngii[4].
- Tamara I Wielka, królowa Gruzji[5][6].